# A Rod of Iron
A Rod of Iron é um telefilme britânico de 1980 dirigido por David Cunliffe com Edward Woodward e Nigel Hawthorne nos papeis principais.

## Sinopse
Trevor (Nigel Hawthorne) e Ian (Edward Woodward) voltam para casa depois de anos longe da família, a fim de ficar ao lado sua mãe nos momentos finais de sua vida. Eles ficam chocados ao descobrir os verdadeiros sentimentos de seu pai em relação à sua esposa e filhos.

## Elenco
- Alfred Burke ... Harry
- Nigel Hawthorne ... Trevor
- John Nolan .. Doutor
- Betty Turner ... Emily
- Edward Woodward ... Ian